# Leichtathletik-Weltmeisterschaften 2015/4 × 100 m der Männer

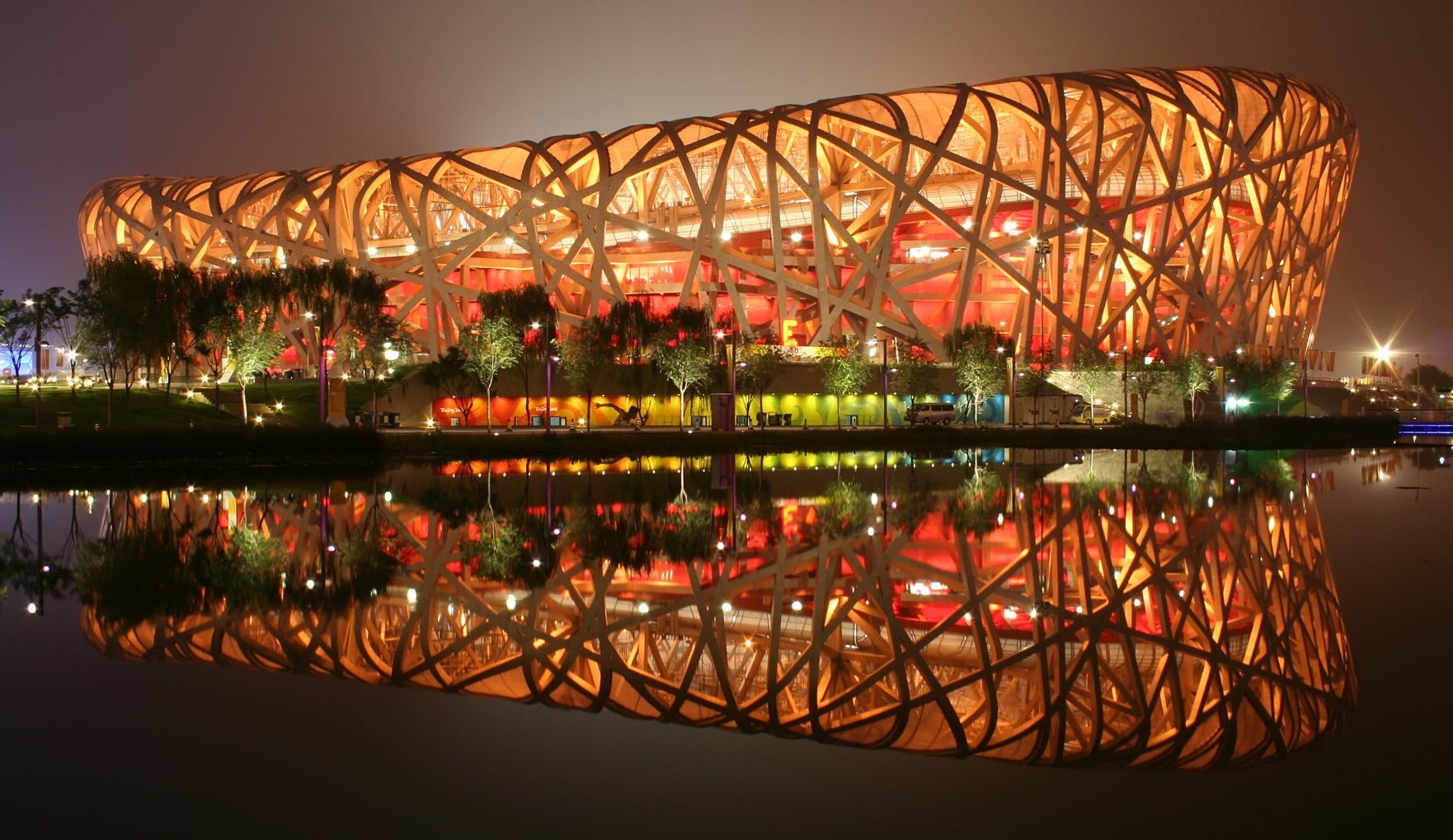
Das Nationalstadion Peking während der Weltmeisterschaften

Der 4-mal-100-Meter-Staffel der Männer bei den Leichtathletik-Weltmeisterschaften 2015 wurde am 29. August 2015 im Nationalstadion der chinesischen Hauptstadt Peking ausgetragen.
Weltmeister wurde die Staffel aus Jamaika in der Besetzung Nesta Carter, Asafa Powell, Nickel Ashmeade und Usain Bolt sowie dem im Vorlauf außerdem eingesetzten Rasheed Dwyer.

China gewann die Silbermedaille mit Mo Youxue, Xie Zhenye, Su Bingtian und Zhang Peimeng.

Bronze ging an Kanada (Aaron Brown, Andre De Grasse, Brendon Rodney, Justyn Warner).
Auch der hier im Vorlauf eingesetzte Läufer aus Jamaika erhielt eine Goldmedaille.

## Bestehende Rekorde
| Weltrekord | Jamaika (Nesta Carter, Michael Frater, Yohan Blake, Usain Bolt) | 36,84 s | OS in London, Großbritannien | 11. August 2012   |
| WM-Rekord  | Jamaika (Nesta Carter, Michael Frater, Yohan Blake, Usain Bolt) | 37,04 s | WM in Daegu, Südkorea        | 4. September 2011 |

Der bestehende WM-Rekord wurde bei diesen Weltmeisterschaften nicht eingestellt und nicht verbessert.
Es wurden eine Weltjahresbestleistung, ein Kontinentalrekord und ein Landesrekord aufgestellt:
- Weltjahresbestleistung: 37,36 s – Jamaika (Nesta Carter, Asafa Powell, Nickel Ashmeade, Usain Bolt), Finale
- Kontinentalrekord: 37,92 s (Asienrekord) – Volksrepublik China (Mo Youxue, Xie Zhenye, Su Bingtian, Zhang Peimeng), zweiter Vorlauf
- Landesrekord: 38,01 s – Antigua und Barbuda (Chavaughn Walsh, Daniel Bailey, Jared Jarvis, Miguel Francis), Finale

## Vorläufe
Aus zwei Vorläufen qualifizierten sich die jeweils drei Ersten jedes Laufes – hellblau unterlegt – und zusätzlich die beiden Zeitschnellsten – hellgrün unterlegt –  für das Halbfinale.

### Lauf 1
29. August 2015, 12:20 Uhr (6:20 Uhr MESZ)
| Platz | Bahn | Name           | Land                                                                           | Zeit (s) |
| ----- | ---- | -------------- | ------------------------------------------------------------------------------ | -------- |
| 1     | 8    | USA            | Trayvon Bromell Justin Gatlin Tyson Gay Mike Rodgers                           | 37,91    |
| 2     | 9    | Großbritannien | Richard Kilty Harry Aikines-Aryeetey (Vorlauf) James Ellington Daniel Talbot   | 38,20 SB |
| 3     | 5    | Deutschland    | Julian Reus Sven Knipphals Alexander Kosenkow Aleixo-Platini Menga             | 38,57    |
| 4     | 7    | Japan          | Kazuma Ōseto Kenji Fujimitsu Takuya Nagata Kōtarō Taniguchi                    | 38,60    |
| 5     | 3    | Ukraine        | Roman Krawzow Serhij Smelyk Wolodymyr Suprun Witalij Korsch                    | 38,79 SB |
| 6     | 6    | Bahamas        | Warren Fraser Shavez Hart Elroy McBride Teray Smith                            | 38,96 SB |
| DNF   | 7    | Brasilien      | Gustavo dos Santos Aldemir da Silva Júnior Bruno de Barros José Carlos Moreira |          |

### Lauf 2
29. August 2015, 12:28 Uhr (6:28 Uhr MESZ)
| Platz | Bahn | Name                | Land                                                                   | Zeit (s) |
| ----- | ---- | ------------------- | ---------------------------------------------------------------------- | -------- |
| 1     | 4    | Jamaika             | Nesta Carter Asafa Powell Rasheed Dwyer (Vorlauf) Nickel Ashmeade      | 37,41 SB |
| 2     | 6    | Frankreich          | Emmanuel Biron Christophe Lemaitre Guy-Elphège Anouman Jimmy Vicaut    | 37,88 SB |
| 3     | 8    | Volksrepublik China | Mo Youxue Xie Zhenye Su Bingtian Zhang Peimeng                         | 37,92 AS |
| 4     | 7    | Antigua und Barbuda | Chavaughn Walsh Daniel Bailey Jared Jarvis Miguel Francis              | 38,01 NR |
| 5     | 9    | Kanada              | Justyn Warner Andre De Grasse Brendon Rodney Aaron Brown               | 38,03 SB |
| 6     | 5    | Niederlande         | Solomon Bockarie Patrick van Luijk Liemarvin Bonevacia Hensley Paulina | 38,41 SB |
| DNF   | 3    | Südafrika           | Henricho Bruintjies Anaso Jobodwana Antonio Alkana Akani Simbine       |          |

## Finale
29. August 2015, 21:10 Uhr (15:10 Uhr MESZ)
Im Finale kam es zu folgenden Besetzungsänderungen:
- Jamaika – Usain Bolt lief anstelle von Rasheed Dwyer.
- Großbritannien – Chijindu Ujah ersetzte Harry Aikines-Aryeetey.

Wieder einmal wurde ein Duell zwischen Jamaika und den Vereinigten Staaten erwartet. Bei den internationalen Meisterschaften der vergangenen Jahre waren die US-Amerikaner dabei nicht gerade vom Glück verfolgt gewesen. Es hatte Stabverluste und auch einmal dopingbedingte Disqualifikationen gegeben. Jamaika dagegen hatte alle Weltmeistertitel seit 2007 gewonnen und war auch bei den Olympischen Spielen 2012 erfolgreich gewesen.
Die ersten beiden US-Läufer Trayvon Bromell und Justin Gatlin brachten ihr Team deutlich nach vorne. Auch Tyson Gay behielt gegenüber Jamaika noch eine leichte Führung. Doch US-Schlussläufer Mike Rodgers lief ein wenig zu früh los und musste dann abbremsen, um die Wechselmarke nicht zu überschreiten. Doch es war zu spät, Gay konnte der Staffelstab nicht mehr rechtzeitig an Rodgers weiterreichen. So wurde das US-Team disqualifiziert und ging wieder leer aus, während Usain Bolt jetzt hoch überlegen seine Schlussgerade absolvierte und Jamaika den erneuten Weltmeistertitel sicherte.
Auch die Briten hatten bis zu ihrem dritten Läufer gut im Rennen gelegen. Doch dann ging beim letzten Wechsel von James Ellington an Chijindu Ujah der Stab verloren und die Mannschaft schied aus. Ganz überraschend konnte sich nach diesem Ablauf die heimische Staffel aus China, die im Vorlauf einen neuen Asienrekord aufgestellt hatte, sehr umjubelt die Silbermedaille sichern. Bronze ging an Kanada. Nur um zwei Hundertstelsekunden verpasste das deutsche Team als Vierter die Medaillenränge. Frankreich kam auf den fünften, Antigua und Barbuda auf den sechsten Platz.
| Platz | Bahn | Land                | Athleten | Zeit (s)                                       |
| ----- | ---- | ------------------- | --- | ---------------------------------------------- |
|       | 4    | Jamaika             | Nesta Carter Asafa Powell Nickel Ashmeade Usain Bolt (Finale) im Vorlauf außerdem: Rasheed Dwyer               | 37,36 WL                                       |
|       | 9    | Volksrepublik China | Mo Youxue Xie Zhenye Su Bingtian Zhang Peimeng                                                                 | 38,01                                          |
|       | 3    | Kanada              | Aaron Brown Andre De Grasse Brendon Rodney Justyn Warner                                                       | 38,13                                          |
| 4     | 8    | Deutschland         | Julian Reus Sven Knipphals Alexander Kosenkow Aleixo-Platini Menga                                             | 38,15 SB                                       |
| 5     | 5    | Frankreich          | Emmanuel Biron Christophe Lemaitre Guy-Elphège Anouman Jimmy Vicaut                                            | 38,23                                          |
| 6     | 2    | Antigua und Barbuda | Chavaughn Walsh Daniel Bailey Jared Jarvis Miguel Francis                                                      | 38,61                                          |
| DSQ   | 6    | USA                 | Trayvon Bromell Justin Gatlin Tyson Gay Mike Rodgers                                                           | IAAF Rule 170.7 Überschreiten der Wechselmarke |
| DNF   | 7    | Großbritannien      | Richard Kilty Daniel Talbot James Ellington Chijindu Ujah (Finale) im Vorlauf außerdem: Harry Aikines-Aryeetey | Stabverlust beim letzten Wechsel               |

## Video
- 4x100m Relay Final IAAF World Championships Beijing 2015, youtube.com, abgerufen am 14. Februar 2021